# Роассо Кумамото
Роассо Кумамото (яп. ロアッソ熊本, Роассо Кумамото) — японський футбольний клуб з міста Кумамото, який виступає в Джей-лізі 3.